# 西迪本阿達
35°18′N 1°11′W / 35.300°N 1.183°W

西迪本阿達（阿拉伯语：‎），是阿爾及利亞的城鎮，位於該國西北部艾因泰穆尚特省，由艾因泰穆尚特區負責管轄，面積73平方公里，2010年人口14,086，人口密度每平方公里190人。